# Alberto Bayo
Alberto Bayo y Giroud (Camagüey, 27 marzo 1892 – L'Avana, 4 agosto 1967) è stato un generale, scrittore e poeta cubano.
Di padre spagnolo e madre cubana, studiò per un anno negli Stati Uniti prima di entrare, nel 1915, nell'accademia aeronautica spagnola di Madrid. Nel 1924 entrò a far parte della Legione Spagnola e partecipò alla guerra in Marocco.

## Guerra civile spagnola
All'inizio della guerra civile spagnola rimase fedele alla Repubblica, e fu incaricato dal governo repubblicano di organizzare l'invasione dell'isola di Maiorca, in mano agli insorti. L'8 agosto un corpo di spedizione repubblicano composto da circa diecimila miliziani, il cui comando fu affidato a Bayo, partì alla volta di Formentera occupandola, il 9 fu la volta di Ibiza e il 16 i repubblicani sbarcarono a Porto Cristo sull'isola di Maiorca. I nazionalisti furono sconfitti e costretti a ritirarsi verso l'interno. Il 19 agosto intervennero tre idrovolanti italiani che facevano parte degli aiuti promessi che furono determinanti per bloccare l'avanzata repubblicana e nell'allontanare la piccola flotta che stazionava al largo di Porto Cristo. Le forze repubblicane, nel frattempo sbarcate sull'isola di Maiorca, erano in quel momento forti di 8-9000 uomini Nonostante che il comandante delle truppe nazionaliste Dìaz de Freijo fosse convinto della prossima sconfitta, il capo della locale Falange Zayas, sperando di non dover cedere l'isola ai repubblicani il 23 agosto richiese all'Italia l'invio di un consigliere militare. Il comandante dell'incrociatore italiano Fiume, Carlo Margottini, ne appoggiò la richiesta.
Nonostante i discreti risultati iniziali, le truppe repubblicane dovettero tuttavia ritirarsi dall'isola il 3 settembre 1936, lasciando sul campo più di duemila prigionieri.
Nel corso dei successivi anni di guerra partecipò alla battaglia di Brunete, e fu promosso dapprima al grado di comandante e poi a quello di tenente colonnello.
Fece parte della Massoneria spagnola.

## La rivoluzione cubana
Dopo la guerra di Spagna, nel 1939 si rifugiò in Messico, dove divenne istruttore all'accademia militare aeronautica di Guadalajara. A Guadalajara conobbe Fidel Castro, Ernesto Guevara ed altri componenti del Movimento del 26 di luglio, che addestrò alle tecniche di guerriglia in vista della rivoluzione cubana.
Egli stesso si unì ai guerriglieri di Castro partecipando alla rivoluzione. Subito dopo la vittoria del movimento castrista fu nominato generale dell'esercito cubano.

## La produzione letteraria di Bayo
Bayo è conosciuto anche come poeta, saggista ed autore di romanzi.

### Poesia
- Cualquier cosilla (poesía), Spagna, 1911
- Mis cantos de aspirante (poesía), Spagna, 1911
- Cadetadas (poesía), Spagna, 1912
- Canciones del Alkázar (poesía), Spagna, 1914
- Dos años en Gomara, Spagna, 1928 (?)
- La guerra será de los guerrilleros, Spagna, 1937 (?)
- El tenorio laico (poesía), Spagna, 1938
- Mi desembarco en Mallorca, Messico, 1944 (?)
- Tempestad en el Caribe, Messico, 1950 (?)
- El caballero de los tristes destinos (capitán Alonso de Ojeda), Messico, 1953 (?)
- Magallanes, el hombre más audaz de la tierra, Messico, 1953 (?)
- 150 preguntas a un guerrillero, Messico, 1955 (?)
- Fidel te espera en la Sierra (poesía), Messico, 1958
- Mis versos de rebeldía, Messico, 1958
- Sangre en Cuba (poesía), Messico, 1958
- Mi aporte a la revolución cubana, 1960 (?)
- El tenorio cubano (poesía), 1960
- Versos revolucionarios, 130 pp, 1960 (?)
- Mis versos,  223 pp, 1965 (?)

### Prosa
- Juan de Juanes (romanzo), Spagna, 1926
- Uncida al yugo (romanzo), Spagna, 1926
- Cámara, México (saggio), 1951